# ادوارد ال. لیهی
ادوارد ال. لیهی (به انگلیسی: Edward L. Leahy) سناتور سابق عضو حزب دموکرات ایالات متحده آمریکا بود. وی در سال ۱۹۴۹ تا ۱۹۵۰ میلادی سناتور ایالت رود آیلند در سنای ایالات متحده آمریکا بود.